# ريبولار
بلدية ريبولار (بالإسبانية: Rebollar)‏، هي بلدية تقع في مقاطعة قصرش والتي تقع في منطقة إكستريمادورا، غرب إسبانيا.
يبلغ عدد سكانها 240 نسمة وفقاً لإحصائية سنة (2002).